# Mazra'a
Mazra'a (hebrejsky מַזְרַעָה, arabsky المزرعة, v oficiálním přepisu do angličtiny Mazra'a) je místní rada (malé město) v Izraeli, v Severním distriktu, které obývají izraelští Arabové.

## Geografie
Leží v nadmořské výšce 16 metrů, v Izraelské pobřežní planině necelé 2 kilometry od břehu Středozemního moře. Město je situováno cca 105 kilometrů severoseverovýchodně od centra Tel Avivu a cca 22 kilometrů severovýchodně od centra Haify.
Nachází se v hustě osídleném a zemědělsky využívaném pobřežním pásu, přičemž osídlení v tomto regionu je převážně židovské. obec leží na předměstí židovského města Naharija. Mazra'a leží téměř na břehu Středozemního moře, společně s městem Džisr az-Zarka jižně od Haify jde o jediné dvě čistě arabské, respektive muslimské obce v Izraeli ležící na pobřeží. Na rozdíl od Džisr az-Zarka je ale Mazra'a od vlastního pobřeží oddělena katastrálním územím vesnice Šavej Cijon. Město je na dopravní síť napojeno pomocí severojižní tepny dálnice číslo 4.

## Dějiny
Mazra'a vznikla před cca 200 lety jako osada Arabů přistěhovalých z jiných částí tehdejší Osmanské říše. V lokalitě byly ovšem nalezeny zbytky osídlení z římského období. Obcí také procházela část akvaduktu, který byl postaven roku 1814 a zajišťoval dodávku vody pro město Akko z pramenů poblíž nynější vesnice Kabri. Kromě toho tudy vedl i starší akvadukt z 18. století. Koncem 19. století popisuje Mazra'a francouzský cestovatel Victor Guérin jako vesnici se starobylými stavebními pozůstatky. V letech 1877–1879 pobýval v této obci, v usedlosti poskytnuté se svolením tureckého místního guvernéra, zakladatel baháismu Bahá'u'lláh.
Mazra'a byla dobyta izraelskou armádou respektive židovskými silami už během počáteční fáze války za nezávislost v roce 1948, tedy ještě před spuštěním Operace Dekel v červenci 1948. Obec pak nebyla na rozdíl od mnoha jiných arabských vesnic dobytých Izraelem vysídlena a zachovala si svůj arabský ráz. V roce 1996 byla povýšena na místní radu (malé město).

## Demografie
Mazra'a je etnicky zcela arabské město. Podle údajů z roku 2005 tvořili Arabové 100 % a muslimští Arabové 97,2 % populace. Jde o menší sídlo městského charakteru. K 31. prosinci 2014 zde žilo 3596 lidí. Během roku 2014 stoupla populace o 1,4 %.
| Rok            | 1922 | 1931 | 1945 | 1948 | 1961  | 1972  | 1983  | 1995  |
| -------------- | ---- | ---- | ---- | ---- | ----- | ----- | ----- | ----- |
| Počet obyvatel | 218  | 320  | 960  | 148  | 1 049 | 1 571 | 1 890 | 2 873 |

* údaj za rok 1945 započítává do populace i židovské obyvatele usazené v původních správních hranicích obce
| Rok            | 2001  | 2002  | 2003  | 2004  | 2005  | 2006  | 2007  | 2008  | 2009  | 2010  | 2011  | 2012  | 2013  | 2014  |
| -------------- | ----- | ----- | ----- | ----- | ----- | ----- | ----- | ----- | ----- | ----- | ----- | ----- | ----- | ----- |
| Počet obyvatel | 3 210 | 3 230 | 3 297 | 3 349 | 3 378 | 3 409 | 3 446 | 3 462 | 3 436 | 3 449 | 3 481 | 3 497 | 3 547 | 3 596 |